# Nørre Søgade
Nørre Søgade er en gade i Indre By i København, der går fra Gyldenløvesgade til Søtorvet. Gaden ligger i forlængelse af henholdsvis Vester Søgade og Øster Søgade, og de tre gader er under et kendt som Søgaderne. Gaden fik sit navn i 1873. Ordet Nørre i navnet skal ses som en parallel til Nørre Farimagsgade og Nørre Voldgade.
På den vestlige side ligger gaden langs med Peblingesøen, den midterste af Søerne. Den østlige side udgøres overvejende af traditionelle etageejendomme, iblandet et par yngre kollegaer. Lige syd for Søtorvet ligger Hotel Kong Arthur for enden af en lille blind sidegade. Bygningen var oprindeligt et hjem for lærlinge. Det blev tegnet af Georg Ebbe Wineken Møller og indviet 4. oktober 1882. Den Katolsk-Apostolske Kirke på hjørnet af Nørre Søgade og Gyldenløvesgade blev opført efter tegninger af John Belcher & Son og indviet 1. august 1871.